# René Esnault de Devansaye
Pour les articles homonymes, voir Esnault.
René Alphonse Esnault de Devansaye est un homme politique né le 28 octobre 1811 à Château-Gontier (Mayenne) et décédé le 7 juillet 1852 à Paris.

## Biographie
Propriétaire, il est maire d'Auverse en 1843, conseiller général du canton de Noyant en 1848 et député de Maine-et-Loire de 1849 à 1851, siégeant à droite.

## Sources
- « René Esnault de Devansaye », dans Adolphe Robert et Gaston Cougny, Dictionnaire des parlementaires français, Edgar Bourloton, 1889-1891 [détail de l’édition]